# Simurq Peşəkar Futbol Klubu
Il Simurq Peşəkar Futbol Klubu, meglio noto come Simurq Pesakar, è una società calcistica azera con sede nella città di Zaqatala, ove gioca le proprie partite interne. Milita nella massima serie nazionale, la Unibank Premyer Liqası.
La società è di recente formazione; nasce infatti nel 2005. Inizialmente viene ammessa alla seconda serie, dove disputa un'ottima stagione, coronata dalla promozione in massima serie. La prima stagione nell'élite nazionale si conclude con un onorevole 9º posto (su 14 squadre). L'anno dopo la squadra si migliora, raggiungendo il 7º posto. Nel 2008-2009, la migliore annata, conclusa al 3º posto, che vale l'accesso ai preliminari di UEFA Europa League.

## Simurq PFK nelle coppe europee
| Stagione | Torneo             | Turno          | Nazione            | Club        | Andata | Ritorno | Totale |
| -------- | ------------------ | -------------- | ------------------ | ----------- | ------ | ------- | ------ |
| 2009-10  | UEFA Europa League | 1° preliminare | Israele (bandiera) | Bnei Yehuda | 0-1    | 0-3     | 0-4    |

## Rosa 2013-2014
| N. |                        | Ruolo | Calciatore          |
| -- | ---------------------- | ----- | ------------------- |
| 1  | Polonia (bandiera)     | P     | Paweł Kapsa         |
| 2  | Azerbaigian (bandiera) | D     | İlkin Qırtımov      |
| 3  | Azerbaigian (bandiera) | D     | Nduka Usim          |
| 7  | Azerbaigian (bandiera) | D     | Ruslan Poladov      |
| 8  | Kenya (bandiera)       | C     | Patrick Osiako      |
| 9  | Azerbaigian (bandiera) | C     | Rovshan Amiraslanov |
| 10 | Azerbaigian (bandiera) | A     | Rashad Eyyubov      |
| 11 | Serbia (bandiera)      | A     | Dragan Ćeran        |
| 15 | Croazia (bandiera)     | C     | Stjepan Poljak      |
| 16 | Azerbaigian (bandiera) | D     | Maharram Huseynov   |

| N. |                        | Ruolo | Calciatore      |
| -- | ---------------------- | ----- | --------------- |
| 17 | Azerbaigian (bandiera) | D     | Rustam Mammadov |
| 18 | Azerbaigian (bandiera) | D     | Tural Akhundov  |
| 20 | Israele (bandiera)     | D     | Idan Weitzman   |
| 21 | Azerbaigian (bandiera) | C     | Murad Sattarly  |
| 26 | Belgio (bandiera)      | C     | Benjamin Lambot |
| 30 | Romania (bandiera)     | C     | Raul Costin     |
| 35 | Azerbaigian (bandiera) | P     | Amil Agajanov   |
| 94 | Azerbaigian (bandiera) | P     | Rashad Azizov   |
|    | Azerbaigian (bandiera) | C     | Samir Zargarov  |

## Rosa 2010-2011
| N. |                        | Ruolo | Calciatore       |
| -- | ---------------------- | ----- | ---------------- |
| 1  | Azerbaigian (bandiera) | P     | Fuad Ahmadov     |
| 3  | Azerbaigian (bandiera) | D     | Rasim Ramaldanov |
| 4  | Azerbaigian (bandiera) | D     | Rashad Huseynov  |
| 5  | Azerbaigian (bandiera) | D     | Elvin Yunusov    |
| 6  | Azerbaigian (bandiera) | C     | Mikayil Rahimov  |
| 7  | Azerbaigian (bandiera) | A     | Samir Aliyev     |
| 8  | Azerbaigian (bandiera) | C     | Garib Ibrahimov  |
| 9  | Azerbaigian (bandiera) | A     | Ali Bagirov      |
| 10 | Azerbaigian (bandiera) | C     | Vasif Aliyev     |
| 11 | Azerbaigian (bandiera) | A     | Yasin Abbasov    |
| 12 | Azerbaigian (bandiera) | P     | Tural Abbaszade  |

| N. |                        | Ruolo | Calciatore      |
| -- | ---------------------- | ----- | --------------- |
| 14 | Azerbaigian (bandiera) | D     | Anar Hasanli    |
| 15 | Azerbaigian (bandiera) | D     | Elvin Musazade  |
| 17 | Azerbaigian (bandiera) | D     | Rüstam Mammadov |
| 18 | Azerbaigian (bandiera) | D     | Elnur Yusifov   |
| 19 | Azerbaigian (bandiera) | C     | Azer Safarli    |
| 20 | Azerbaigian (bandiera) | D     | Elnur Abbasov   |
| 22 | Croazia (bandiera)     | P     | Adnan Hodžić    |
| 23 | Azerbaigian (bandiera) | C     | Elchin Khalilov |
| 25 | Azerbaigian (bandiera) | C     | Ramil Sayadov   |
| 32 | Azerbaigian (bandiera) | P     | Zabid Safarov   |

## Palmarès

### Altri piazzamenti
- Campionato azero:

Terzo posto: 2008-2009
- Coppa d'Azerbaigian:

Semifinalista: 2014-2015